# United States Navy reserve fleets
L'United States Navy reserve fleets est la flotte de réserve de l'United States Navy
La marine américaine maintient un certain nombre de ses navires dans le cadre d'une flotte de réserve, souvent surnommée Mothball fleet (escadre de la naphtaline) Bien que les détails de l'activité de maintenance aient changé plusieurs fois, les bases sont constantes : garder les navires à flot dans un état suffisant pour être réactivé rapidement en cas d'urgence.
Les navires de la flotte de réserve peuvent subir plusieurs destinées. Les navires peuvent être réactivés avec succès comme au début de la guerre de Corée permettant une considérable économie de temps et d'argent.
Cependant, en général, les navires de la flotte de réserve deviennent trop vieux et obsolètes pour être d'une quelconque utilité et ils sont vendus pour démolition ou sabordés dans des tests d'armes. Dans de rares cas, le grand public peut intercéder pour certains navires de la flotte de réserve qui sont sur le point d'être mis au rebut en demandant à la marine d'en faire don pour un musée, un monument ou pour en faire un récif artificiel.

## Catégories de maintenance
Les navires placés dans les flottes de réserve sont classés en fonction de la priorité, du financement et de la disposition prévue.
- Catégorie B : Les navires de cette catégorie sont prioritaires par rapport aux autres catégories en ce qui concerne l'entretien et le financement. Ils sont conservés en vue d'une éventuelle mobilisation future et seront mis à jour et améliorés en fonction des fonds disponibles.
- Catégorie C : Il s'agit de navires qui seront entretenus tels quels, c'est-à-dire qu'ils ne seront pas mis à jour ou améliorés, à moins que le financement ne devienne disponible après l'épuisement des fonds alloués aux navires de la catégorie B.
- Catégorie D : État temporaire en attendant l'utilisation prévue par la marine, sera maintenue telle quelle.
- Catégorie X : Navires radiés du registre des navires en attente d'élimination. Ne reçoit aucun entretien, à l'exception des navires en attente de donation, qui sont soumis à une déshumidification et à une protection cathodique.
- Catégorie Z : Cette catégorie concerne les navires à propulsion nucléaire et les navires de soutien connexes en attente d'élimination.

## Histoire
Vers 1912, la Atlantic Reserve Fleet (flotte de réserve de l'Atlantique) et la Pacific Reserve Fleet (flotte de réserve du Pacifique) ont été créées en tant qu'unités de réserve, toujours en activité, mais selon un calendrier très réduit.
Après la Seconde Guerre mondiale, des centaines de navires n'étant plus nécessaires à une marine de temps de paix, chaque flotte était composée de plusieurs groupes correspondant à des sites de stockage, chacun étant adjacent à un chantier naval pour faciliter la réactivation. Par exemple, l'USS Brock (APD-93) était en route pour Green Cove Springs, en Floride, le 11 avril 1945. Le Brock y est arrivé le 13 avril 1945, et a rejoint le Florida Group (groupe Floride) de la 16th Fleet (16e flotte), qui est devenu plus tard le groupe Floride du Atlantic Reserve Fleet (flotte de réserve de l'Atlantique).
Un grand nombre des navires marchands désactivés de la Seconde Guerre mondiale appartenaient à une classe appelée Liberty Ship, un navire de transport océanique produit en masse et utilisé principalement pour les convois à destination/en provenance des États-Unis, de l'Europe et de la Russie. Ces Liberty Ships étaient également utilisés comme navire de soutien de la marine pour sa flotte de navires de guerre et pour transporter les forces armées à travers le Pacifique et l'Atlantique. Il s'agissait d'une course entre la vitesse à laquelle les États-Unis pouvaient construire ces navires et la vitesse à laquelle les sous-marins allemands (U-Boote) pouvaient les couler, et le Liberty Ship a joué un rôle important dans le maintien du Royaume-Uni assiégé.
La plupart de ces Liberty Ships, une fois désactivés, ont été mis dans des "mothball fleets" (flottes de boule de naphtaline) stratégiquement situées autour des côtes américaines.

### Flotte de réserve de l'Atlantique
Les vice-amiraux Herbert F. Leary et Thomas C. Kinkaid ont servi comme commandants de la 16e flotte après la Seconde Guerre mondiale. La 16e Flotte est devenue plus tard la Atlantic Reserve Fleet (Flotte de réserve de l'Atlantique).
Les groupes de la Flotte de réserve de l'Atlantique se trouvaient à Boston, Charleston, Green Cove Springs, Floride, New London, MOTBY/New York Harbor, Norfolk, Philadelphie et Texas.

### Flotte de réserve du Pacifique
La 19e flotte est devenue la Pacific Reserve Fleet (flotte de réserve du Pacifique).
Les groupes de la flotte de réserve du Pacifique se trouvaient à Alameda, Bremerton, Columbia River, Long Beach, Mare Island, San Diego, San Francisco, Stockton, Tacoma et Olympia (Washington).

## Liste des flottes de réserve actuelles de l'US Navy

### James River Reserve Fleet
La James River Reserve Fleet (flotte de réserve de la James River) est composée de six navires auxiliaires et de guerre de la marine américaine désarmés, ancrés dans la James River en Virginie, près de Newport News. La flotte se composait à l'origine d'environ 60 navires, dont la plupart ont été progressivement remorqués pour être mis à la casse.

### Suisun Bay Reserve Fleet
Une flotte similaire, la National Defense Reserve Fleet 'flotte de réserve de la Défense nationale), est ancrée dans la Suisun Bay (baie de Suisun) près de Benicia, en Californie, et a été réduite de la même manière. Cet endroit est connu pour avoir accueilli le USNS Glomar Explorer (T-AG-193) après sa récupération de parties d'un sous-marin soviétique K-129 pendant la guerre froide avant sa réactivation ultérieure en tant que navire d'exploration minière.

### Beaumont Reserve Fleet
La Beaumont Reserve Fleet (flotte de réserve de Beaumont), ancrée dans la Neches River près de Beaumont, Texas, contient le navire d'assaut amphibie USS Nassau (LHA-4), un certain nombre de navires de transport, et une douzaine de dragueurs de mines.

### Anciennes flottes de réserve
- Atlantic Reserve Fleet, Boston
- Atlantic Reserve Fleet, Green Cove Springs
- Atlantic Reserve Fleet, Hudson River
- Atlantic Reserve Fleet, New London
- Atlantic Reserve Fleet, Orange
- Atlantic Reserve Fleet, Wilmington
- Pacific Reserve Fleet, Astoria
- Pacific Reserve Fleet, Stockton
- Pacific Reserve Fleet, Hunters Point

## Installations de maintenance des navires inactifs
Un Naval Inactive Ship Maintenance Facility (NISMF) (installation de maintenance des navires inactifs de la marine) est une installation appartenant à l'U.S. Navy (marine américaine) qui sert d'entrepôt pour les navires militaires déclassés, en attendant de déterminer leur sort final. Tous les navires de ces installations sont inactifs, mais certains sont toujours inscrits au Naval Vessel Register (registre des navires de la marine), tandis que d'autres ont été radiés de ce registre.

### Philadelphie
Le Naval Inactive Ship Maintenance Facility (installation de maintenance des navires inactifs de la marine) contient plusieurs dizaines de navires de guerre inactifs, dont le porte-avions USS John F. Kennedy (CV-67), des croiseurs de la classe Ticonderoga, des frégates de la classe Oliver Hazard Perry et de nombreux navires de ravitaillement.

### Bremerton
Le Naval Inactive Ship Maintenance Facility du chantier naval de Puget Sound, situé à côté de Bremerton, Washington, accueille, parmi ses autres navires, le porte-avions Kitty Hawk[8]. deux douzaines de sous-marins déclassés, plusieurs frégates, et de nombreux navires de ravitaillement, Il s'agit de l'ancienne base du croiseur nucléaire USS Long Beach, qui a été mis au rebut.

### Pearl Harbor
Le Naval Inactive Ship Maintenance Facility de Pearl Harbor, à Hawaï, abrite des navires de soutien logistique et des navires de transport amphibies